# 847 Agnia
847 Agnia este un asteroid din centura principală, descoperit pe 2 septembrie 1915, de Grigori Neuimin.